# Lilltjärnen (Frostvikens socken, Jämtland, 720074-142259)
Lilltjärnen är en sjö i Strömsunds kommun i Jämtland och ingår i Ångermanälvens huvudavrinningsområde. Sjön har en area på 0,0321 kvadratkilometer och ligger 468,7 meter över havet.

## Delavrinningsområde
Lilltjärnen ingår i det delavrinningsområde (720053-142271) som SMHI kallar för Utloppet av Överflyn. Medelhöjden är 498 meter över havet och ytan är 3,25 kvadratkilometer. Räknas de 37 avrinningsområdena uppströms in blir den ackumulerade arean 344,92 kvadratkilometer. Faxälven som avvattnar avrinningsområdet har biflödesordning 2, vilket innebär att vattnet flödar genom totalt 2 vattendrag innan det når havet efter 362 kilometer. Avrinningsområdet består mestadels av skog (83 procent). Avrinningsområdet har 0,55 kvadratkilometer vattenytor vilket ger det en sjöprocent på 17 procent.